# アンリ・ピレンヌ
アンリ・ピレンヌ（Henri Pirenne, 1862年12月23日 - 1935年10月24日）は、ベルギーの代表的歴史家である。

## 生涯
ベルギー東部のヴェルヴィエに生まれ、リエージュ大学で学ぶ。1883年から1885年にかけてパリ・ライプツィヒ・ベルリンに遊学し、カール・ゴットハルト・ランプレヒトのドイツ中世経済史研究に刺激を受ける。1886年に24歳の若さでヘント大学教授に就任し、それ以来1931年までこの大学を離れることがなかった。
1895年に『ベルギー史文献 Bibliographie de l'histoire de Belgique』を出版。これはランプレヒトの資料蒐集・紹介に倣い、また彼の大著『ベルギー史』につながり、ベルギー国家成立の独自性を探求するために必須の作業でもあった。第一次世界大戦時に、ドイツのベルギー占領に対する非暴力抵抗運動のリーダーでもあったため、ドイツ軍により抑留生活を強いられた（1916年 - 1918年）が、この間も収容所で歴史のゼミナールを主催し、このときの講義はのちに『ヨーロッパの歴史』として結実し、西ローマ帝国の解体からルネサンスまでをあつかった壮大な概観となっている。ベルギーのみならずヨーロッパの各大学から名誉博士号を受け、歴史論争の中心人物であり、ベルギーの愛国者としても精力的に活躍した。

## 思想・業績

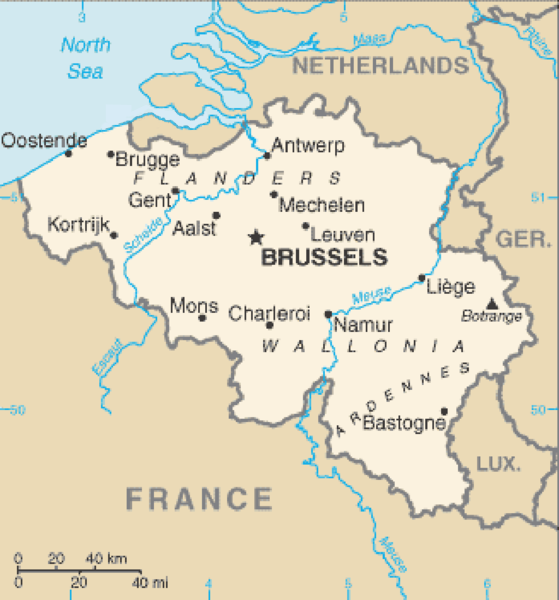
現在のベルギー

- ドイツの実証的な歴史学を受けて、「理念」よりも「事実」に重きを置き、歴史一般を動かす動因は経済上の力、つまり商業と工業であると仮定した。しかし、マルクス主義のような封建制から資本主義への連続、という図式的な見方をとらなかった。特に論文「資本主義発達の初段階」では、12世紀に中世資本主義の初期の段階があることを立証した。その論旨はゾンバルトによって「資本主義の発展に関する驚くべき無知」と酷評された。
- ベルギー国家の起源について、それを「民族の本質」から説明せず、マース川とシェルデ川によってロマンス語地帯とゲルマン語地帯が絶えざる交流を行っている中間地点であることから生まれた独特の長所をもった国家である、と論述した。
- 西ヨーロッパの発生、つまり古代世界から中世初期の世界への移行について、「マホメットなくしてシャルルマーニュなし」という文句で言い表されるいわゆるピレンヌ・テーゼを提出したこと。つまり、地中海がイスラムの征服によって、商業地域として閉ざされてはじめて、西ヨーロッパでは古代の経済生活が、それにともなってまた古代文化の最後の名残が消滅した、と。この説はただちに賛否両論を引き起こし、1928年のオスロの歴史学会であらためてこれを論じたが、その報告はきわめて活発な論争を引き起こした。

ピレンヌの文体は明快で親しみやすく、複雑な現象を体系に頼ることなく事実をもって語らせたところに、彼の歴史家としての優れた資質があらわれている。

## 著書・研究
- 『資本主義発達の初段階』（大塚久雄・中木康夫訳、未來社、1955年） The stages in the Social History of Capitalism - 1914年
- 『中世都市－社会経済史的試論』（佐々木克巳訳、創文社<歴史学叢書>、1970年、新版1996年ほか） Les villes du moyen age - 1927年
  - 『中世都市　社会経済史的試論』 講談社学術文庫、2018年。改訂版
- 「ベルギー史」（7巻、未邦訳） Histoire de Belgique - 1900-1932年
- 『中世ヨーロッパ経済史』（増田四郎ほか訳、一條書店、1956年、新版1971年） Le mouvement economique social - 1933年
- 『ヨーロッパ世界の誕生－マホメットとシャルルマーニュ』（増田四郎監修、佐々木克巳・中村宏訳、創文社<名著翻訳叢書>、1960年、新版1986年ほか） Mahomet et Charlemagne - 1937年
  - 『ヨーロッパ世界の誕生　マホメットとシャルルマーニユ』 講談社学術文庫、2020年。改訂版
- 『中世都市論集』（佐々木克巳訳、創文社<歴史学叢書>、1988年） Les villes et les institutions urbaines - 1939年
- 『ヨーロッパの歴史　西ローマ帝国の解体から近代初頭まで』（佐々木克巳訳、創文社、1991年）
- 佐々木克巳編訳 『古代から中世へ　ピレンヌ学説とその検討』（創文社<歴史学叢書>、1975年、新版1986年ほか）
- 佐々木克巳 『歴史家アンリ・ピレンヌの生涯』（創文社、1981年）